# Sillos
Dans la mythologie grecque, Sillos (en grec ancien Σίλλος / Síllos) est un ancêtre légendaire des Alcméonides.

## Mythe
Sillos est le fils de Thrasymédès, un prince de Pylos, ce qui fait de lui par conséquent petit-fils du roi Nestor et d'Anaxibie (de) ou d'Eurydice de Pylos (en). Les noms de sa mère comme de son épouse ne sont pas précisés.
Lorsque les Héraclides envahirent le Péloponnèse, il prit la fuite et s'installa dans l'Attique. Il eut un fils unique, Alcméon, qui lui succéda. Ce dernier devint le fondateur d'une lignée nombreuse et célèbre, la famille des Alcméonides.

### Sources antiques
- Pausanias, Description de la Grèce [détail des éditions] [lire en ligne] (II, 18, 8).